# 秋山万喜夫
秋山 万喜夫（あきやま まきお、1950年 - ）は日本の天文学者。静岡県裾野市在住。
これまでに16個の小惑星を発見、または共同発見している。
小惑星(4904)万喜夫は彼の名前にちなんでいる。